# Aleksander Chistowski

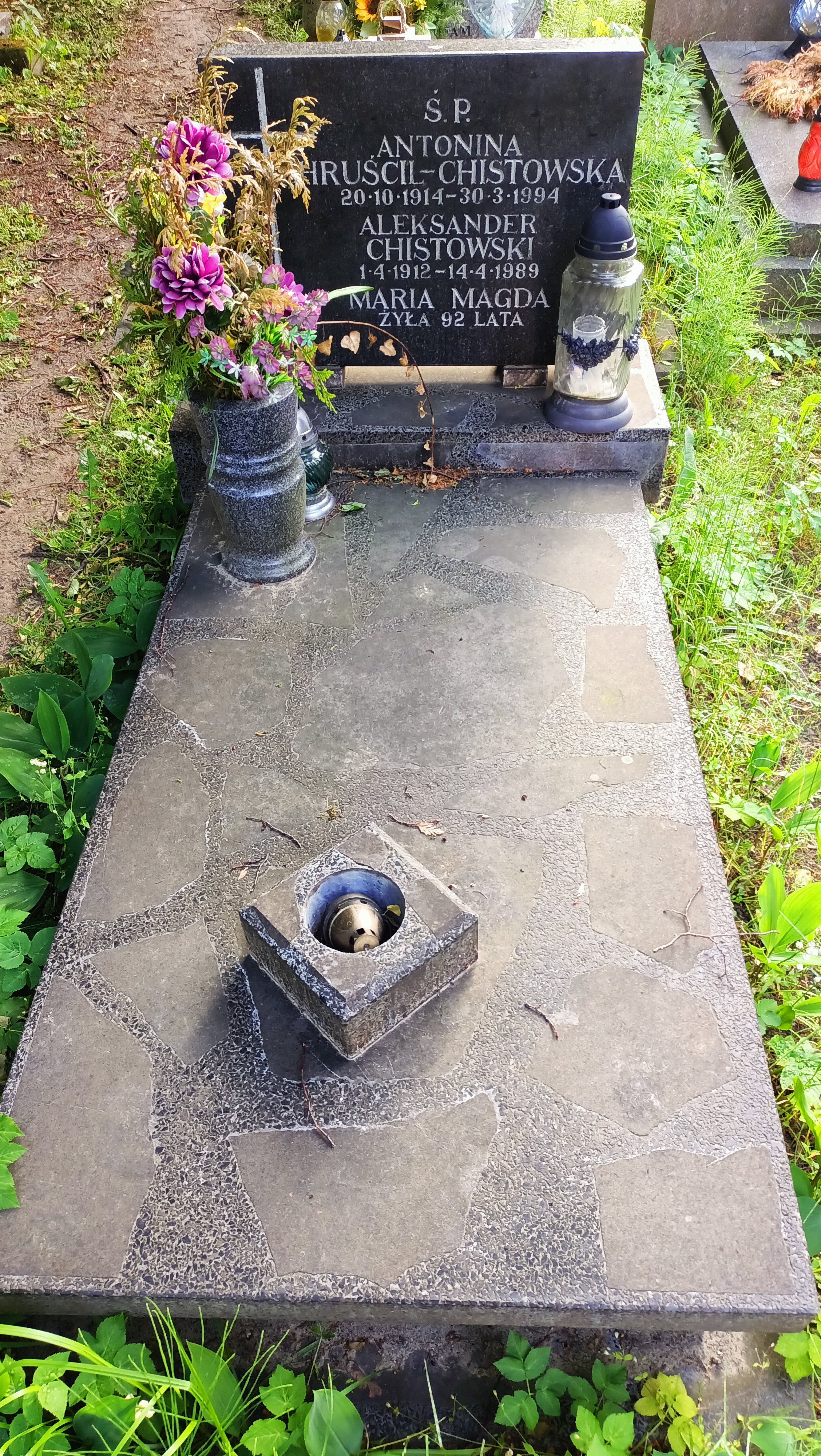
Grób Aleksandra Chistowskiego na cmentarzu Oliwskim w Gdańsku

Aleksander Chistowski (ur. 1 kwietnia 1912 w Kartuzach, zm. 14 kwietnia 1989 w Gdańsku) – polski bokser.

## Życiorys
Boks uprawiał w latach międzywojennych w klubie  Gedania Gdańsk. Startując w mistrzostwach Polski, zdobył srebrny medal w 1934 w kategorii ciężkiej. Po wojnie reprezentował barwy Gryfa Wejherowo i Stoczniowca Gdańsk, w którym zakończył swoją sportową karierę.
Pochowany na cmentarzu Oliwskim (kw. 18-15-1) w Gdańsku - Oliwie.